# Re consorte
Il titolo di re consorte, equivalente effettivamente a quello di principe consorte, è assegnato al marito di una regina regnante, ma è decisamente poco usato poiché soprattutto le dinastie europee evitano di sminuire la figura di una monarca di sesso femminile, dato che nella maggior parte delle case reali vige ancora la legge salica.
Questa dignità viene invece generalmente concessa alle mogli dei detentori di un trono occidentale (regina consorte). 
I monarchi jure uxoris non devono essere confusi con il re consorte, che erano soltanto consorti della loro moglie e non co-regnanti.

## I poteri
Un re consorte solitamente ha il solo compito di essere al fianco della coniuge durante le cerimonie ufficiali, infatti nel più dei casi è escluso dalla vita politica del proprio Paese.
Soprattutto in passato, i sovrani che sposavano propri pari, assumevano la dignità di re consorti del Paese di cui era monarca la propria sposa, come nel caso di Maria I Tudor e di Filippo II d'Asburgo.
Solo in alcuni casi si verificavano interferenze politiche fra i due Stati, per lo più accettate dalla controparte. Maria, regina di Scozia (che regnò dal 1542 al 1567) sposò in prime nozze Francesco, delfino di Francia (in seguito Francesco II di Francia), che divenne re consorte di Scozia dopo il loro matrimonio. Sposò poi Enrico Stuart, Lord Darnley, il figlio maggiore del conte e della contessa di Lennox nel luglio 1565. Darnley era un pronipote di Enrico VII d'Inghilterra e cugino di primo grado di Maria, e si riteneva che avesse una forte pretesa al trono scozzese. La sera prima del loro matrimonio, Maria proclamò Darnley "re consorte di Scozia", un titolo che non poteva legalmente concedergli senza il consenso del Parlamento, ma che non fu mai formalmente contestato. Tuttavia, questo titolo non gli garantiva alcun diritto automatico di governo o di successione al trono in caso di morte di Maria. Perché ciò accadesse, era necessario che Maria gli concedesse la Corona Matrimoniale di Scozia, cosa che non accadde mai.

## Esempi
Esempi di re consorte includono:
- Maria, regina di Scozia (che regnò dal 1542 al 1567) sposò in prime nozze Francesco, delfino di Francia (in seguito Francesco II di Francia), che divenne re consorte di Scozia dopo il loro matrimonio. Sposò poi Enrico Stuart, Lord Darnley, il figlio maggiore del conte e della contessa di Lennox nel luglio 1565. Darnley era un pronipote di Enrico VII d'Inghilterra e cugino di primo grado di Maria, e si riteneva che avesse una forte pretesa al trono scozzese. La sera prima del loro matrimonio, Maria proclamò Darnley "re consorte di Scozia", un titolo che non poteva legalmente concedergli senza il consenso del Parlamento, ma che non fu mai formalmente contestato. Tuttavia, questo titolo non gli garantiva alcun diritto automatico di governo o di successione al trono in caso di morte di Maria. Perché ciò accadesse, era necessario che Maria gli concedesse la Corona Matrimoniale di Scozia, cosa che non accadde mai.
- Maria I d'Inghilterra (che regnò dal 1553 al 1558) sposò il principe Filippo (in seguito Filippo II di Spagna) nel 1554. In base ai termini del Queen Mary's Marriage Act, Filippo doveva essere denominato "Re d'Inghilterra", tutti i documenti ufficiali (inclusi gli atti del Parlamento) dovevano essere datati con i loro nomi e il Parlamento doveva essere convocato sotto l'autorità congiunta della coppia, solo per la durata del matrimonio. Ciò creò una coreggenza per jure uxoris. Tuttavia, la preminenza dinastica rimase a Maria, e alla sua morte il trono passò alla sorellastra Elisabetta I.

- Guglielmo III d'Inghilterra, la cui moglie, Maria II, poté essere regina, al posto del fratello Giacomo Edoardo Stuart, in quanto anch'essa figlia di Giacomo II, il re spodestato dalla Gloriosa rivoluzione; tuttavia Guglielmo (che effettivamente era stato chiamato dal Parlamento per sconfiggere Giacomo in quanto era considerato il difensore del protestantesino) e Maria furono subito parificati come sovrani a livello formale (anche se era Guglielmo a occuparsi principalmente degli affari di Stato), fino alla morte prematura della seconda, quando il governo rimase nelle mani del solo Guglielmo. L'importanza preminente di Maria a livello dinastico apparve però alla morte di Guglielmo, quando il trono passò alla cognata Anna e non ai parenti diretti di Guglielmo.

- Quando la regnante Isabella II (che regnò dal 1833 al 1868) sposò Francesco, duca di Cadice, egli divenne re consorte di Spagna. Come sua moglie, mantenne lo stile e il titolo di re anche dopo la sua abdicazione in favore del loro figlio, Alfonso XII.
- La regina Vittoria (che regnò dal 1837 al 1901) voleva fare di suo marito Alberto di Sassonia-Coburgo-Gotha il "re consorte", ma il governo britannico si rifiutò di presentare una legge che lo consentisse, poiché Alberto era straniero. Invece gli diede il titolo di principe consorte nel 1857.